# An International Marriage
An International Marriage er en amerikansk stumfilm fra 1916 af Frank Lloyd.

## Medvirkende
- Rita Jolivet som Florence Brent.
- Marc B. Robbins som Bennington Brent.
- Elliott Dexter som John Oglesby.
- Grace Carlyle som Eleanor Williamson.
- Olive White som Mrs. Williamson.